# New Sensation
«New Sensation» es el vigésimo segundo disco sencillo del grupo australiano de rock INXS, el tercero desprendido de su sexto álbum de estudio Kick, y fue publicado en diciembre de 1987. La música fue compuesta por Andrew Farriss y la letra estuvo a cargo de Michael Hutchence, mientras que Chris Thomas colaboró en la producción. Incluye el solo de saxo realizado por Kirk Pengilly.  Alcanzó la tercera ubicación del Billboard Hot 100 y el número uno en Canadá.
El video musical de la canción fue dirigido por Richard Lowenstein en Praga.
La canción fue utilizada en un comercial para SeaWorld entre el 1996 y 1997, poco antes de la muerte de Michael Hutchence.
En febrero de 2014, después de la emisión de la miniserie INXS: Never Tear Us Apart en el canal de televisión Channel 7, "New Sensation" volvió a estar presente en las listas en Australia, alcanzando el puesto 56 en el ARIA Singles Chart.
En enero de 2018 la emisora de radio Triple M publicó la lista 'most Australian' con "New Sensation" en el puesto 44.

## Versiones
- La banda galesa The Automatic interpretó la canción en 2008, durante las sesiones de grabación y está disponible para ser escuchado a través de su SoundCloud.[6]
- En 2009, la banda escocesa Snow Patrol realizó su versión para el álbum compilatorio Late Night Tales: Snow Patrol.[7]

## Formatos
Formatos del sencillo.
En disco de vinilo de 7"
7 pulgadas. 1988 WEA 7-258016 . 1988 WEA P-2400 . 1988 Atlantic Records 7-89080 . 1988 Atlantic Records 78 90807 
| Lado A |                 |                                    |          |  |
| N.º    | Título          | Escritor(es)                       | Duración |  |
| 1.     | «New Sensation» | Andrew Farriss y Michael Hutchence | 3:39     |  |

| Lado B |                                    |                   |          |  |
| N.º    | Título                             | Escritor(es)      | Duración |  |
| 1.     | «Guns in the Sky» (Cookaburra Mix) | Michael Hutchence | 2:20     |  |

7 pulgadas. 1988 Mercury Records 870 092-7  /  / . 1988 Mercury Records INXS 9 
| Lado A |                 |                                    |          |  |
| N.º    | Título          | Escritor(es)                       | Duración |  |
| 1.     | «New Sensation» | Andrew Farriss y Michael Hutchence | 3:39     |  |

| Lado B |                 |                                    |          |  |
| N.º    | Título          | Escritor(es)                       | Duración |  |
| 1.     | «Do Wot you Do» | Andrew Farriss y Michael Hutchence | 3:16     |  |

En disco de vinilo de 12"
12 pulgadas. 1988 WEA 0-258016 
| Lado A |                                |                                    |          |  |
| N.º    | Título                         | Escritor(es)                       | Duración |  |
| 1.     | «New Sensation» (Nick 12" Mix) | Andrew Farriss y Michael Hutchence | 6:25     |  |

| Lado B |                                  |                                    |          |  |
| N.º    | Título                           | Escritor(es)                       | Duración |  |
| 1.     | «Guns in the Sky» (Kick Ass Mix) | Michael Hutchence                  | 5:59     |  |
| 2.     | «New Sensation» (Nick 7" Mix)    | Andrew Farriss y Michael Hutchence | 6:25     |  |

12 pulgadas. 1988 Atlantic Records 0-86572 . 1988 Atlantic Records 78 65720 
| Lado A |                                          |                                    |          |  |
| N.º    | Título                                   | Escritor(es)                       | Duración |  |
| 1.     | «New Sensation» (Nick's Twelve Inch Mix) | Andrew Farriss y Michael Hutchence | 6:28     |  |

| Lado B |                                  |                   |          |  |
| N.º    | Título                           | Escritor(es)      | Duración |  |
| 1.     | «Guns in the Sky» (Kick Ass Mix) | Michael Hutchence | 5:59     |  |

12 pulgadas. 1988 Mercury Records 870 092-1  /  / . 1988 Mercury Records INXSR912 
| Lado A |                                |                                    |          |  |
| N.º    | Título                         | Escritor(es)                       | Duración |  |
| 1.     | «New Sensation» (Extended Mix) | Andrew Farriss y Michael Hutchence | 6:28     |  |

| Lado B |                        |                                                                                               |          |  |
| N.º    | Título                 | Escritor(es)                                                                                  | Duración |  |
| 1.     | «Love Is (What I Say)» | Andrew Farriss, Tim Farriss, Jon Farriss, Michael Hutchence, Garry Gary Beers y Kirk Pengilly | 3:40     |  |
| 2.     | «Same Direction»       | Andrew Farriss y Michael Hutchence                                                            | 4:57     |  |

12 pulgadas. 1988 Mercury Records INXS 912  / 
| Lado A |                                |                                    |          |  |
| N.º    | Título                         | Escritor(es)                       | Duración |  |
| 1.     | «New Sensation» (Extended Mix) | Andrew Farriss y Michael Hutchence | 6:28     |  |
| 2.     | «Do Wot you Do»                | Andrew Farriss y Michael Hutchence | 3:16     |  |

| Lado B |                        |                                                                                               |          |  |
| N.º    | Título                 | Escritor(es)                                                                                  | Duración |  |
| 1.     | «Love Is (What I Say)» | Andrew Farriss, Tim Farriss, Jon Farriss, Michael Hutchence, Garry Gary Beers y Kirk Pengilly | 3:40     |  |
| 2.     | «Same Direction»       | Andrew Farriss y Michael Hutchence                                                            | 4:57     |  |

En Casete
| Casete. 1988 WEA 40257873 . 1988 Atlantic Records 7 86622-4 |                                  |                                    |          |  |
| N.º                                                         | Título                           | Escritor(es)                       | Duración |  |
| 1.                                                          | «New Sensation» ((Nick 12" Mix)) | Andrew Farriss y Michael Hutchence | 6:25     |  |
| 2.                                                          | «Guns in the Sky» (Kick Ass Mix) | Michael Hutchence                  | 5:59     |  |
| 3.                                                          | «New Sensation» (Nick 7" Mix)    | Andrew Farriss y Michael Hutchence | 3:42     |  |

Casete. 1988 Atlantic Records 7 89080-4 
| Lado A |                 |                                    |          |  |
| N.º    | Título          | Escritor(es)                       | Duración |  |
| 1.     | «New Sensation» | Andrew Farriss y Michael Hutchence | 3:38     |  |

| Lado B |                                    |                   |          |  |
| N.º    | Título                             | Escritor(es)      | Duración |  |
| 1.     | «Guns in the Sky» (Kookaburra Mix) | Michael Hutchence | 2:20     |  |

Casete. 1988 Atlantic Records 7 86572-4 
| Lado A |                                          |                                    |          |  |
| N.º    | Título                                   | Escritor(es)                       | Duración |  |
| 1.     | «New Sensation» (Nick's Twelve Inch Mix) | Andrew Farriss y Michael Hutchence | 6:28     |  |

| Lado B |                                  |                   |          |  |
| N.º    | Título                           | Escritor(es)      | Duración |  |
| 1.     | «Guns in the Sky» (Kick Ass Mix) | Michael Hutchence | 6:00     |  |

En CD
| Mini CD 1988 WEA 10SW-37 |                            |                                    |          |  |
| N.º                      | Título                     | Escritor(es)                       | Duración |  |
| 1.                       | «New Sensation»            | Andrew Farriss y Michael Hutchence | 3:40     |  |
| 2.                       | «Guns in the Sky» (Remkix) | Michael Hutchence                  | 2:20     |  |

| CD 5" 1988 Mercury Records INXCD 9 |                        |                                                                                               |          |  |
| N.º                                | Título                 | Escritor(es)                                                                                  | Duración |  |
| 1.                                 | «New Sensation»        | Andrew Farriss y Michael Hutchence                                                            | 3:42     |  |
| 2.                                 | «Do Wot you Do»        | Andrew Farriss y Michael Hutchence                                                            | 3:19     |  |
| 3.                                 | «Love Is (What I Say)» | Andrew Farriss, Tim Farriss, Jon Farriss, Michael Hutchence, Garry Gary Beers y Kirk Pengilly | 3:43     |  |
| 4.                                 | «Same Direction»       | Andrew Farriss y Michael Hutchence                                                            | 4:58     |  |

## Posicionamiento en listas
| Lista (1988)                           | Mejor posición |
| -------------------------------------- | -------------- |
| Alemania (Media Control AG)            | 35             |
| Australia (ARIA)                       | 9              |
| Bélgica (Flandes) (Ultratop 50)        | 19             |
| Canadá (RPM Top Singles)               | 1              |
| España (AFYVE)                         | 9              |
| Estados Unidos (Billboard Hot 100)     | 3              |
| Estados Unidos (Hot Dance Club Play)   | 11             |
| Estados Unidos (Mainstream Rock Tracks | 8              |
| Irlanda (IRMA)                         | 15             |
| Japón (Oricon)                         | 54             |
| Nueva Zelanda (Recorded Music NZ)      | 16             |
| Países Bajos (Dutch Top 40)            | 18             |
| Reino Unido (UK Singles Chart)         | 25             |

## Sucesión en listas
| Anterior: «Together Forever» de Rick Astley | RPM Top Singles — Sencillo número uno 23 de julio de 1988 — 29 de julio de 1988 | Siguiente: «The Flame» de Cheap Trick |